# Krise im Kamp Krusty
Krise im Kamp Krusty (englischer Originaltitel Kamp Krusty) ist die erste Folge der vierten Staffel der US-amerikanischen Zeichentrickserie Die Simpsons.

## Handlung
Bart und Lisa sprechen am Ende des Schuljahres aufgeregt über ihren Besuch im Kamp Krusty, einem Sommercamp von Krusty, dem Clown. Vater Homer macht Barts dortigen Besuch davon abhängig, dass er mindestens die Durchschnittsnote C in seinem Zeugnis bekommt. Bart erhält jedoch in jedem Fach ein D-, weshalb er alle Noten in ein A+ ändert, um doch wegfahren zu können. Als sich Homer später Barts Noten ansieht und seinen Fälschungsversuch bemerkt, schimpft er zwar mit ihm, lässt ihn aber dennoch zu dem Camp fahren, um ihn nicht den ganzen Sommer lang bei sich zu haben.
Nachdem Bart, Lisa und die anderen Kinder jedoch in Kamp Krusty angekommen sind, ist ihr Idol Krusty nicht da. Zudem sind die Hütten schlecht gebaut, der See zu gefährlich, um darin zu schwimmen, und die Springfielder Schulschläger Dolph, Jimbo und Kearney lassen die Kinder schwere Arbeiten erledigen. Zur selben Zeit genießen Homer und Marge ihren Sommer allein, wobei Homer an Gewicht verliert und sein Haar ausnahmsweise wächst. Obwohl Lisa ihren Eltern einen Brief über die brutalen Bedingungen im Camp schreibt, glauben sie ihr nicht und denken an eine Übertreibung ihrerseits. Bart hofft währenddessen darauf, dass sein Vorbild Krusty irgendwann doch komme und ihn retten werde.
Nachdem der Campleiter Mr. Black den Kindern erzählt, Krusty würde kommen, jedoch nur ein verkleideter Barney Gumble erscheint, beginnt Bart mit einem Aufruhr im Camp und vertreibt Mr. Black und die Schulschläger. Als der Fernsehreporter Kent Brockman über das Camp und Bart als Anführer berichtet, fallen Homer beim zufälligen Sehen der Reportage seine zusätzlichen Haare wieder aus und er nimmt plötzlich wieder an Gewicht zu. Auch Krusty wird auf die Missstände im Camp aufmerksam, besucht das Camp und entschuldigt sich bei den Kindern. Als Entschädigung für ihre Erlebnisse will er mit ihnen zum „glücklichsten Ort auf Erden“, nämlich Tijuana, fahren. Die Folge endet mit Einblendungen von Fotos, die den Besuch in Mexiko zeigen.

## Kulturelle Verweise
Mehrere Teile der Handlung sind dem Song Hello Muddah, Hello Fadduh von Allan Sherman entnommen, in dem ein Kind in ein Camp fährt und dieses hasst. Eine Szene, in der Lisa einem Mann auf einem Pferd eine Flasche Whisky gibt, ist ein Verweis auf eine Szene mit Meryl Streep im Film Die Geliebte des französischen Leutnants. Einige Elemente der Folge (ein Schweinekopf auf einem Speer, Kinder besitzen primitive Waffen und tragen Kriegsbemalung sowie eine brennende Puppe) sind Bezüge auf den Roman Herr der Fliegen. Die Szenen des Camps im Chaos und Krustys und Barts Aufeinandertreffen ähneln dem Film Apocalypse Now. Die komplette Handlung der Folge ähnelt zudem dem Videospiel Bart Simpson’s Escape from Camp Deadly aus dem Jahr 1991.

## Produktion
| Figur               | Originalsprecher | Deutscher Sprecher       |
| ------------------- | ---------------- | ------------------------ |
| Homer Simpson       | Dan Castellaneta | Norbert Gastell          |
| Marge Simpson       | Julie Kavner     | Elisabeth Volkmann       |
| Bart Simpson        | Nancy Cartwright | Sandra Schwittau         |
| Lisa Simpson        | Yeardley Smith   | Sabine Bohlmann          |
| Edna Krabappel      | Marcia Wallace   | Gudrun Vaupel            |
| Seymour Skinner     | Harry Shearer    | Fred Klaus               |
| Elizabeth Hoover    | Maggie Roswell   | Manuela Renard           |
| Otto Mann           | Harry Shearer    | Gudo Hoegel              |
| Milhouse van Houten | Pamela Hayden    | Michaela Amler           |
| William MacMoran    | Dan Castellaneta | Werner Abrolat           |
| Herschel Krustofski | Dan Castellaneta | Hans-Rainer Müller       |
| Julius Hibbert      | Harry Shearer    | Klaus Guth               |
| Martin Prince       | Russi Taylor     | —                        |
| Mr. Black           | Harry Shearer    | Walter von Hauff         |
| Jimbo Jones         | Pamela Hayden    | Alexander Brem           |
| Kearney Zzyzwicz    | Nancy Cartwright | Hubertus von Lerchenfeld |
| Dolphin Starbeam    | Tress MacNeille  | Dirk Meyer               |
| Kent Brockman       | Harry Shearer    | Donald Arthur            |

Die Idee, dass Bart und Lisa zu einem Camp Krusty, des Clowns, gehen, kam erstmals von David M. Stern. Mehrere Animatoren der Serie waren von der Folge begeistert, da manche bereits als Kinder in einem Sommercamp gewesen waren. Die Autoren fanden, es wäre spaßig zu sehen, wie Homer und Marges Ehe besser als je zu vor ist, während ihre Kinder woanders sind. Mark Kirkland, Regisseur der Folge, war sich sicher, dass die Figur des Campleiters Mr. Black ein weiteres Mal in der Serie erscheinen würde; sie tat es jedoch nicht.
Nachdem sich Produzent James L. Brooks die fertiggestellte Folge ansah, rief er die Autoren an und schlug vor, das Drehbuch der Folge für einen Spielfilm zur Serie zu nutzen. Allerdings ist die Folge so kurz, dass unter anderem der in der Folge gespielte Song über das Kamp Krusty um viele Verse hätte verlängert werden müssen, um die minimale Zeit eines Films zu erreichen. Außerdem sollte die Folge die erste der Staffel sein, was die Produktion eines Films zusätzlich erschwert hätte. Show Runner Al Jean erklärte Brooks daraufhin: „First of all, if we make it into the movie then we don’t have a premiere, and second if we can’t make 18 minutes out of this episode how are we supposed to make 80?“ (deutsch: „Erst einmal, falls wir es in den Film machen, dann haben wir keine Premiere, und zweitens, wenn wir keine 18 Minuten aus dieser Folge machen können, wie sollen wir 80 machen?“) Zusammen mit der darauffolgenden Episode Bühne frei für Marge war Krise im Kamp Krusty ein Überbleibsel der Produktionsperiode der vergangenen dritten Staffel. Sie war die letzte produzierte Folge dieser Periode als auch der Animationsfirma Klasky Csupo, bevor die Produktion der Animation zu Film Roman wechselte.

## Veröffentlichung und Rezeption
Die Folge Krise im Kamp Krusty wurde zum ersten Mal am 24. September 1992 auf dem US-amerikanischen Sender Fox gesendet. Ihre Erstausstrahlung kam in den Nielsen Ratings der Woche vom 21. bis 27. September 1992 mit einem Rating von 13,5 auf den 24. Platz aller US-Fernsehsendungen, was etwa 12,6 Millionen Fernsehhaushalten entsprach. Sie hatte damit das höchste Rating aller Sendungen auf Fox in dieser Woche. Die deutschsprachige Erstausstrahlung der Episode erfolgte am 14. April 1994 auf dem Sender ProSieben.
Warren Martyn and Adrian Wood, die Autoren des Buches I Can’t Believe It’s a Bigger and Better Updated Unofficial Simpsons Guide, schrieben zur Folge: „A bit baffling to non-Americans unfamiliar with the summer camp system. But top grade stuff nonetheless. Anyone who’s worked as a counsellor in such a place can testify to this episode’s authenticity.“ (deutsch: „Ein bisschen verwirrend für nicht mit dem Sommercamp-System vertraute Nicht-Amerikaner. Aber trotzdem erstklassiges Zeug. Jeder, der als Berater an so einem Ort gearbeitet hat, kann die Authentizität dieser Folge bezeugen.“)

“The season opener of The Simpsons’ fourth season has lost none of its freshness, wit or boldness over the years. It’s timeless in the best possible sense, 22 minutes of hilarious anarchy that more than stands the test of time. ‘Kamp Krusty’ would seem to set the bar prohibitively high but a mere glance at the episodes to come—‘A Streetcar Named Marge,’ ‘Homer The Heretic,’ and ‘Lisa The Beauty Queen’ are the next three episodes—suggests otherwise. God bless you, The Simpsons. You were truly doing God’s work.”

„Der Staffelauftakt der vierten Staffel von The Simpsons hat nichts von seiner Frische, Scharfsinnigkeit oder Frechheit im Laufe der Jahre verloren. Er ist im bestmöglichen Sinn zeitlos, 22 Minuten von urkomischer Anarchie, die mehr als die Prüfung der Zeit besteht. ‚Kamp Krusty‘ schien die Latte ungeheuer hoch zu setzen, aber ein Blick auf die kommenden Folgen – ‚A Streetcar Named Marge‘, ‚Homer The Heretic‘ und ‚Lisa The Beauty Queen‘ sind die drei nächsten Folgen – legt etwas anderes nahe. Gott segne dich, The Simpsons. Du tatst wirklich Gottes Arbeit.“